# Torre de los Velasco
La torre de los Velasco, también llamada Torre de Quintana, es una fortificación del siglo XV, situada en la localidad española de Quintana, perteneciente al municipio de Soba, en la parte suroriental de la comunidad autónoma de Cantabria.
En 1992 recibió la declaración de Bien de Interés Cultural y figura en la Lista roja de patrimonio en peligro, que la asociación Hispania Nostra empezó a elaborar en 2006, dado su delicado estado de conservación. Es de titularidad privada y, en la actualidad, está destinada a usos agropecuarios.

## Localización
La torre se encuentra aislada del núcleo urbano, en un paraje agreste, cerca del cementerio de la localidad de Quintana. Se alza sobre un pequeño promontorio, en un enclave estratégico desde el cual se domina el valle de Soba, acorde con la función militar para la cual fue concebida.
Es posible acceder desde Arredondo, atravesando los Collados del Asón, y, desde Ramales de la Victoria, remontando el río Gándara.

## Historia
Su construcción fue promovida por la Casa de los Velasco, una poderosa familia castellana que, hacia el año 1300, recibió el señorío de las tierras de Soba, de manos del rey Fernando IV de Castilla. Tal hecho desencadenó diferentes movimientos de resistencia por parte de las casas nobiliarias de la zona, como los Ezquerra de Rozas, los Zorrilla de Santayana y los San Martín.
Los cuatro linajes protagonizaron numerosos episodios bélicos, que se extendieron hasta principios del siglo XVII, cuando los Velasco entraron en decadencia. En este contexto de enfrentamientos, cada familia ordenó la edificación de varias torres defensivas que, a modo de atalayas militares, cumplían una función de observación y vigilancia. Además de la Torre de los Velasco, aún se conservan las de Rozas y San Martín.
La Torre de los Velasco, en concreto, fue fundada en el siglo XV. Quedó en desuso en el siglo XVII y, durante las guerras carlistas del siglo XIX, volvió a ser utilizada, tanto por el bando carlista como por el cristino. En esta época fue objeto de diferentes reformas, que transformaron significativamente su primitivo aspecto medieval.

## Descripción
La torre es de planta cuadrangular y de forma cúbica. De aspecto sobrio y austero, está construida a tres alturas, en fábrica de mampostería y sillares de piedra en los esquinales y alrededor de los vanos. Estos se distribuyen irregularmente y presentan formas diferentes, cuadrados en el primer piso y en arco de medio punto en el segundo.
El acceso se realiza a través de la fachada sur y está conformado por un arco de medio punto, a cuyos pies se extiende una rampa en empedrado, que permite salvar el desnivel existente hasta el suelo. La cubierta se resuelve con un sencillo tejado a cuatro aguas. En la esquina suroeste existe un edificio anexo, de reducidas dimensiones, utilizado como establo.
Alrededor de la torre se elerva una cerca, que, a modo de barbacana, fue levantada en la primera mitad del siglo XIX, durante las guerras carlistas. Tiene planta cuasi-cuadrangular e integra un paso de ronda y dos cubos cuadrados en la cara septentrional, parcialmente desmochados. A este lado también aparecen restos de un primitivo foso, probablemente de la época medieval. La cerca está realizada en sillarejo y, en su flanco sur, desaparece para unirse a la torre.